# دهستان ساکو
دهستان ساکو (به لاتین: Saku Parish) یک شهرداری در استونی است که در شهرستان هاریو واقع شده‌است.

## خصوصیات
دهستان ساکو ۱۷۱٫۱۳ کیلومترمربع مساحت و ۸٬۰۳۱ نفر جمعیت دارد.